# Трагедія на Немізі

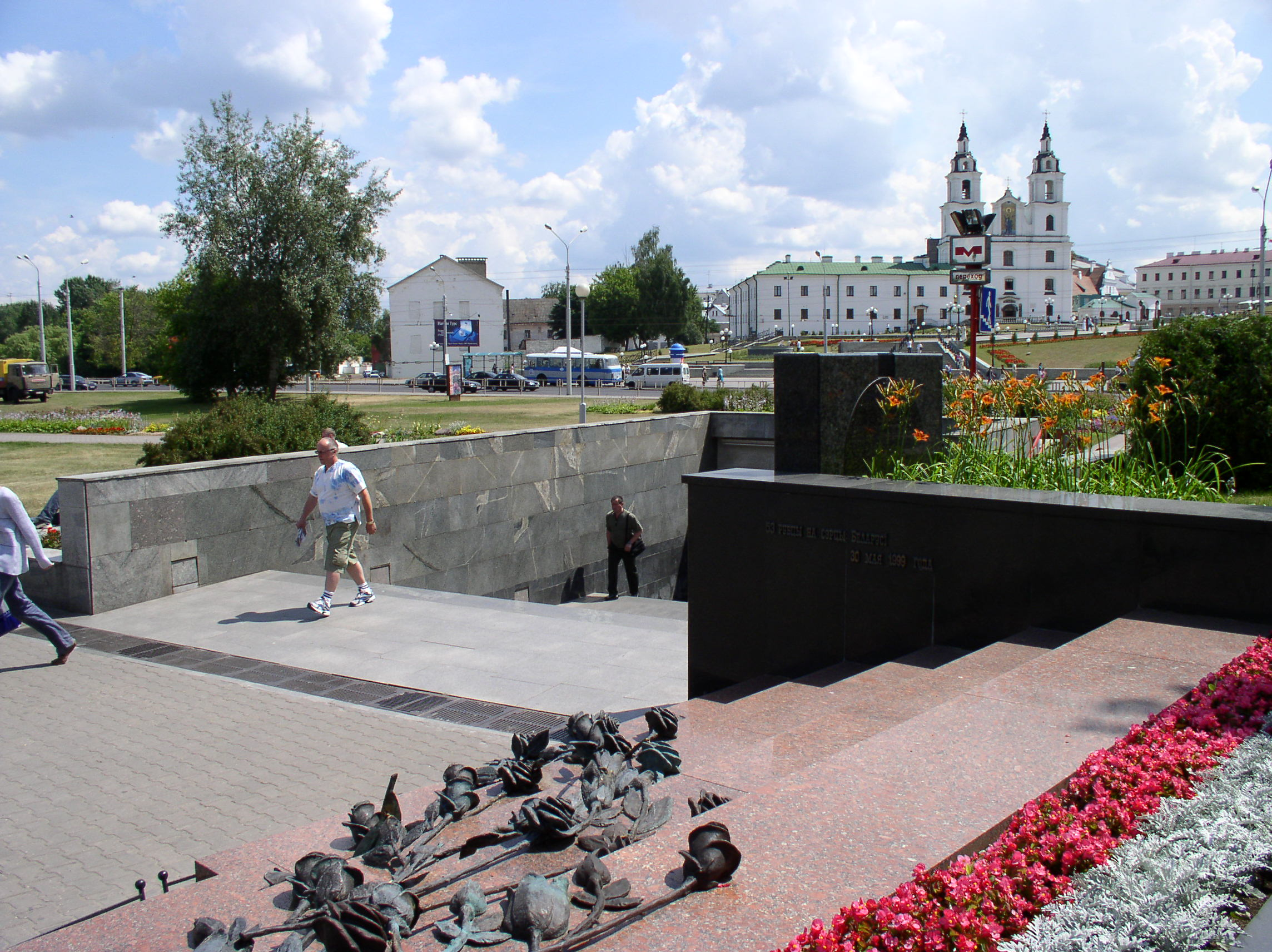
Місце трагедії — вхід на станцію метро «Неміга»

Трагедія на Немізі (біл. Трагедыя на Нямізе) — масова тиснява в підземному переході біля станції метро «Неміга» в столиці Білорусі Мінську. Загинуло 53 людей, більшість з них — молодь віком від 14 до 20 років.

## Перебіг події
30 травня 1999 року мешканці Мінська святкували Трійцю, де також відбувалися масові гуляння на святі пива, організованому місцевою пивоварнею «Оліварія» (біл. «Аліварыя»). Свято перервала сильна гроза з великим градом. Близько 2500 молодих осіб, переважно молодого віку, рушили в підземний перехід, щоб сховатися від негоди. У тисняві, яка раптом почалася, загинули 53 людини, серед яких 42 дівчини і два співробітники міліції, які намагалися врятувати людей. У більшості жертв смерть наступила від задухи і травм. Понад 150 осіб отримали різні пошкодження, зокрема травми грудної клітини, переломи кінцівок, струс мозку.
Трагедія на Немізі стала однією з найприкріших в історії Білорусі за декілька десятиліть. Державним керівництвом був створений штаб з розслідування обставин трагедії й проголошена дводенна жалоба в пам'ять за загиблими.